# Удорский район
У́дорский райо́н (коми Удора район) — административно-территориальная единица и муниципальное образование (муниципальный район) в составе Республики Коми Российской Федерации.
Административный центр — село Кослан.
Удорский район приравнен к районам Крайнего Севера.

## География
Удорский район расположен на северо-западе Республики Коми, в бассейнах рек Мезень и Вашка, которые имеют 140 притоков. Граничит с Усть-Цилемским, Княжпогостским и Усть-Вымским районами Республики Коми и с Лешуконским, Пинежским, Верхнетоемским и Ленским районами Архангельской области.
Рельеф района представляет собой слабохолмистую, местами почти плоскую равнину, пересечённую речными долинами, с северо-востока заходит наиболее значительная гряда Тиманского кряжа — Четласский камень (463 м).

### Полезные ископаемые
Минерально-строительные материалы (глина, песок, мергель), соли, горючие сланцы, алюминиевые и железные руды.

### Растительный и животный мир
Преобладают еловые и сосновые леса с типичным для средней тайги животным миром.

### Памятники природы
Верхнемезенский комплексный заказник, Светлый ботанический заказник, Ёртомский ботанический заказник, Павьюжский ботанический заказник, 6 болотных заказников, озеро Ёртомвад — водный памятник природы, ботанический заказник «Корабельная чаща» в Верхне-Вашкинском лесничестве, Вымский ихтиологический заказник.

## Топонимика
Название района, в отличие от большинства районов бывшего СССР, происходит не от названия райцентра, а от названия местности. У́дора (коми Удӧра), У́дорский край — северо-западная часть Коми в бассейнах Вашки и Мезени. В писцовых книгах 1608, 1646 годов для Удорской волости упоминалось также синонимичное название Вашка. Название «Удора» происходит от слияния «Ву» (название р. Вашка на коми) + «дор» («окрестности чего-либо»); первый звук [В] редуцировался под влиянием следующего [у]. Финаль «-а» добавилась в русском языке.

## История
На генеральной карте Вологодской губернии 1823 года на реке Мезень обозначено село Рождественское (в честь церкви Рождества Христова). До 1922 года Удора находилась в северной части Яренского уезда Вологодской губернии, до 1780 года — в Архангелогородской губернии. 2 мая 1922 года согласно Декрету Всероссийского Центрального исполнительного комитета об административном делении Автономной области Коми из Яренского уезда был выделен Усть-Вымский уезд; разделение происходило по критерию национального состава населения, волости с преимущественно русским населением остались в Яренском уезде. 15 июля 1929 года из части территории упразднённого Усть-Вымского уезда был образован Удорский район в составе Автономии Коми (Зырян) Северного края (оставшаяся часть территории была отнесена к Усть-Вымскому району).
В декабре 1967 года было подписано соглашение между правительствами СССР и Народной Республики Болгарии о сотрудничестве в заготовке леса на территории СССР для нужд народного хозяйства НРБ. Через два месяца в Удорском районе высадился отряд болгарских строителей, которые начали создавать в суровых северных условиях первое из трёх запланированных лесозаготовительных предприятий и жилой поселок. Через 8 лет в тайге появились три больших поселка — Усогорск, Благоево (названное в честь основателя Болгарской компартии Димитра Благоева) и Междуреченск. Дополнительно в 1982 году был построен посёлок Верхнемезенск.
В 1970-90-х гг. в районе проживало около 20 тысяч болгар: рабочие, инженеры и строители — граждане Болгарии. Это составляло примерно половину населения района. Болгары работали нередко по ограниченным контрактам и регулярно сменялись. После 1994 года, когда договор с Болгарией был расторгнут, болгары вынуждены были вернуться на родину. Небольшое количество болгар (56 человек по переписи 2010 года), однако, осталось в районе, в частности те, кто обзавёлся семьями.

## Население
| 2002    | 2008    | 2009    | 2010    | 2011    | 2012    | 2013    | 2014    | 2015    |
| ------- | ------- | ------- | ------- | ------- | ------- | ------- | ------- | ------- |
| 25 083  | ↘23 400 | ↘23 056 | ↘20 400 | ↘20 299 | ↘19 880 | ↘19 479 | ↘19 058 | ↘18 549 |
| 2016    | 2017    | 2018    | 2019    | 2020    | 2021    | 2024    |         |         |
| ↘18 104 | ↘17 903 | ↘17 584 | ↘17 153 | ↘16 900 | ↘12 872 | ↘12 261 |         |         |

### Урбанизация
В городских условиях (пгт Благоево, пгт Междуреченск и пгт Усогорск) проживают 63.47 % населения района.

### Национальный состав
По переписи населения 2002 года: русские — 45,4 %; коми — 40,9 %; украинцы — 5,1 %; белорусы — 1,3 %.
По переписи 2010 года:
- Всего — 20 400 чел.
- русские — 9296 чел. (46,7 %),
- коми — 8018 чел. (40,3 %),
- украинцы — 753 чел. (3,8 %)
- лезгины — 366 чел. (1,8 %)
- белорусы — 200 (1,0 %)
- молдаване — 160 (0,8 %)
- азербайджанцы — 153 (0,8 %)
- татары — 141 (0,7 %)
- чуваши — 114 (0,6 %)
- болгары — 107 (0,5 %)
- указавшие национальность — 19 908 чел. (100,0 %).

Часть коми — удорцы, этническая группа коми-зырян, довольно долго жившая в изоляции и поэтому сформировавшая свой диалект языка коми.
По итогам переписи населения 2020 года проживали следующие национальности (национальности менее 0,1 % и другое, см. в сноске к строке «Другие»):
| Национальность | Численность, чел. | Доля     |
| -------------- | ----------------- | -------- |
| Русские        | 6196              | 48,14 %  |
| Коми           | 5123              | 39,80 %  |
| Украинцы       | 208               | 1,62 %   |
| Молдаване      | 68                | 0,53 %   |
| Лезгины        | 67                | 0,52 %   |
| Болгары        | 56                | 0,44 %   |
| Азербайджанцы  | 44                | 0,34 %   |
| Чуваши         | 41                | 0,32 %   |
| Белорусы       | 40                | 0,31 %   |
| Армяне         | 32                | 0,25 %   |
| Татары         | 28                | 0,22 %   |
| Марийцы        | 18                | 0,14 %   |
| Коми-пермяки   | 18                | 0,14 %   |
| Другие         | 933               | 7,23 %   |
| Итого          | 12 872            | 100,00 % |

## Административно-территориальное устройство
Административно-территориальное устройство, статус и границы Удорского района установлены Законом Республики Коми от 6 марта 2006 года № 13-РЗ «Об административно-территориальном устройстве Республики Коми»
Район включает 14 административных территорий:
| №  | Административная территория                                        | Административный центр | Населённые пункты | Количество населённых пунктов |
| -- | ------------------------------------------------------------------ | ---------------------- | --- | ----------------------------- |
| 1  | посёлок городского типа Благоево с подчинённой ему территорией     | пгт Благоево           | пгт Благоево, д. Вендинга, д. Острово, пст Солнечный, д. Усть-Вачерга, с. Ёртом, д. Лязюв, д. Устьево, д. Шиляево, д. Ыб | 10                            |
| 2  | посёлок городского типа Междуреченск с подчинённой ему территорией | пгт Междуреченск       | пгт Междуреченск, пст Селэгвож                                                                                           | 2                             |
| 3  | посёлок городского типа Усогорск с подчинённой ему территорией     | пгт Усогорск           | пгт Усогорск, пст Верхнемезенск, д. Нижний Выльыб, д. Разгорт                                                            | 4                             |
| 4  | село Большая Пучкома с подчинённой ему территорией                 | село Большая Пучкома   | с. Большая Пучкома, д. Большое Острово, д. Выльгорт, д. Кирик, д. Малая Пучкома, д. Тойма                                | 6                             |
| 5  | село Большая Пысса с подчинённой ему территорией                   | село Большая Пысса     | с. Большая Пысса, д. Латьюга, д. Малая Пысса, д. Патраково, д. Политово                                                  | 5                             |
| 6  | село Буткан с подчинённой ему территорией                          | село Буткан            | с. Буткан | 1                             |
| 7  | село Важгорт с подчинённой ему территорией                         | село Важгорт           | с. Важгорт, с. Большие Чирки, д. Выльвидзь, д. Кривое, д. Пасма                                                          | 5                             |
| 8  | посёлок сельского типа Вожский с подчинённой ему территорией       | посёлок Вожский        | пст Вожский, пст Мозындор                                                                                                | 2                             |
| 9  | село Глотово с подчинённой ему территорией                         | село Глотово           | с. Глотово, д. Борово, д. Верхний Выльыб, д. Зэрзяыб, д. Кривушево, д. Кучмозерье, д. Макар-Ыб                           | 7                             |
| 10 | посёлок сельского типа Ёдва с подчинённой ему территорией          | посёлок Ёдва           | пст Ёдва | 1                             |
| 11 | село Кослан с подчинённой ему территорией                          | село Кослан            | с. Кослан, д. Ёлькыб, пст Ыджыдъяг                                                                                       | 3                             |
| 12 | село Чернутьево с подчинённой ему территорией                      | село Чернутьево        | с. Чернутьево, д. Мелентьево, д. Мучкас, д. Сёльыб                                                                       | 4                             |
| 13 | посёлок сельского типа Чим с подчинённой ему территорией           | посёлок Чим            | пст Чим | 1                             |
| 14 | село Чупрово с подчинённой ему территорией                         | село Чупрово           | с. Чупрово, д. Верхозерье, д. Коптюга, д. Муфтюга                                                                        | 4                             |

д. — деревня
пгт — посёлок городского типа
пст — посёлок сельского типа
с. — село
Законом Республики Коми от 28 апреля 2017 года № 40-РЗ были объединены административные территории посёлка городского типа Благоево с подчиненной ему территорией и села Ёртом с подчиненной ему территорией в одну административную территорию — посёлок городского типа Благоево с подчинённой ему территорией.

## Муниципально-территориальное устройство
В Удорском муниципальном районе находятся 3 городских и 11 сельских поселений:
| №         | Муниципальное образование | Административный центр | Количество населённых пунктов | Население (чел.) | Площадь (км²) |
| --------- | ------------------------- | ---------------------- | ----------------------------- | ---------------- | ------------- |
| 1e-06     | Городское поселение       |                        |                               |                  |               |
| 1         | Благоево                  | пгт Благоево           | 5                             | ↘2322            | 11,33         |
| 2         | Междуреченск              | пгт Междуреченск       | 2                             | ↘1021            | 3,35          |
| 3         | Усогорск                  | пгт Усогорск           | 4                             | ↘5001            | 11,00         |
| 3.000002  | Сельское поселение        |                        |                               |                  |               |
| 4         | Большая Пучкома           | село Большая Пучкома   | 6                             | ↗102             | 10,23         |
| 5         | Большая Пысса             | село Большая Пысса     | 5                             | ↘286             | 6,04          |
| 6         | Буткан                    | село Буткан            | 1                             | ↘151             | 3,10          |
| 7         | Важгорт                   | село Важгорт           | 5                             | ↘415             | 4,72          |
| 8         | Вожский                   | посёлок Вожский        | 2                             | ↘168             | 2,97          |
| 9         | Глотово                   | село Глотово           | 7                             | ↘311             | 9,87          |
| 10        | Ёдва                      | посёлок Ёдва           | 1                             | ↘278             | 4,90          |
| 10.000003 | Ёртом                     | село Ёртом             | 5                             | ↘248             | 11,26         |
| 11        | Кослан                    | село Кослан            | 3                             | ↘1940            | 7,76          |
| 12        | Чернутьево                | село Чернутьево        | 4                             | ↘321             | 14,31         |
| 13        | Чим                       | посёлок Чим            | 1                             | ↘226             | 1,83          |
| 14        | Чупрово                   | село Чупрово           | 4                             | ↗153             | 12,60         |

Законом Республики Коми от 28 апреля 2017 года № 40-РЗ были объединены городское поселение «Благоево» и сельское поселение «Ёртом» в городское поселение «Благоево».

## Населённые пункты
В Удорском районе 55 населённых пунктов.
| №  | Населённый пункт | Тип     | Население | Муниципальное образование |
| -- | ---------------- | ------- | --------- | ------------------------- |
| 1  | Благоево         | пгт     | ↘1856     | Благоево                  |
| 2  | Большая Пучкома  | село    | 153       | Большая Пучкома           |
| 3  | Большая Пысса    | село    | 338       | Большая Пысса             |
| 4  | Большие Чирки    | деревня | 6         | Важгорт                   |
| 5  | Большое Острово  | деревня | 6         | Большая Пучкома           |
| 6  | Борово           | деревня | 6         | Глотово                   |
| 7  | Буткан           | село    | ↘151      | Буткан                    |
| 8  | Важгорт          | село    | 512       | Важгорт                   |
| 9  | Вендинга         | деревня | ↘27       | Благоево                  |
| 10 | Верхнемезенск    | посёлок | →0        | Усогорск                  |
| 11 | Верхний Выльыб   | деревня | 59        | Глотово                   |
| 12 | Верхозерье       | деревня | 0         | Чупрово                   |
| 13 | Вожский          | посёлок | ↘166      | Вожский                   |
| 14 | Выльвидзь        | деревня | 0         | Важгорт                   |
| 15 | Выльгорт         | деревня | 29        | Большая Пучкома           |
| 16 | Глотово          | село    | 293       | Глотово                   |
| 17 | Ёдва             | посёлок | ↘278      | Ёдва                      |
| 18 | Ёлькыб           | деревня | 5         | Кослан                    |
| 19 | Ёртом            | село    | 244       | Благоево                  |
| 20 | Зэрзяыб          | деревня | 13        | Глотово                   |
| 21 | Кирик            | деревня | 0         | Большая Пучкома           |
| 22 | Коптюга          | деревня | 29        | Чупрово                   |
| 23 | Кослан           | село    | ↘1879     | Кослан                    |
| 24 | Кривое           | деревня | 109       | Важгорт                   |
| 25 | Кривушево        | деревня | 0         | Глотово                   |
| 26 | Кучмозерье       | деревня | 35        | Глотово                   |
| 27 | Латьюга          | деревня | 36        | Большая Пысса             |
| 28 | Лязюв            | деревня | 9         | Благоево                  |
| 29 | Макар-Ыб         | деревня | 51        | Глотово                   |
| 30 | Малая Пучкома    | деревня | 9         | Большая Пучкома           |
| 31 | Малая Пысса      | деревня | 64        | Большая Пысса             |
| 32 | Междуреченск     | пгт     | ↘994      | Междуреченск              |
| 33 | Мелентьево       | деревня | 37        | Чернутьево                |
| 34 | Мозындор         | посёлок | ↘2        | Вожский                   |
| 35 | Муфтюга          | деревня | 99        | Чупрово                   |
| 36 | Мучкас           | деревня | 21        | Чернутьево                |
| 37 | Нижний Выльыб    | деревня | 10        | Усогорск                  |
| 38 | Острово          | деревня | 4         | Благоево                  |
| 39 | Пасма            | деревня | 0         | Важгорт                   |
| 40 | Патраково        | деревня | 10        | Большая Пысса             |
| 41 | Политово         | деревня | 56        | Большая Пысса             |
| 42 | Разгорт          | деревня | 100       | Усогорск                  |
| 43 | Сёльыб           | деревня | 194       | Чернутьево                |
| 44 | Селэгвож         | посёлок | #Н/Д      | Междуреченск              |
| 45 | Солнечный        | посёлок | 398       | Благоево                  |
| 46 | Тойма            | деревня | 0         | Большая Пучкома           |
| 47 | Усогорск         | пгт     | ↘4932     | Усогорск                  |
| 48 | Усть-Вачерга     | деревня | ↗76       | Благоево                  |
| 49 | Устьево          | деревня | 26        | Благоево                  |
| 50 | Чернутьево       | село    | 259       | Чернутьево                |
| 51 | Чим              | посёлок | ↘226      | Чим                       |
| 52 | Чупрово          | село    | 170       | Чупрово                   |
| 53 | Шиляево          | деревня | 18        | Благоево                  |
| 54 | Ыб               | деревня | 7         | Благоево                  |
| 55 | Ыджыдъяг         | посёлок | 240       | Кослан                    |

## Руководство
Руководитель администрации МР «Удорский»
- Жилин Николай Дмитриевич (с 13 марта 2014 года)

Председатель Совета, глава МР «Удорский»
- Васильева Ольга Валериановна (с 2015 года)

## Экономика
Основу экономики района составляет лесная и деревообрабатывающая промышленность. Количество промышленных предприятий — 13, из них лесозаготовительных — 12, пищевая — 1. Сельскохозяйственные предприятия района имеют животноводческий уклон. Планируется, что по территории района пройдёт железная дорога проекта «Белкомур», которая соединит станцию Вендинга со станцией  Карпогоры в Архангельской области, обеспечив железнодорожное сообщение с Архангельским морским портом.

## Знаменитые уроженцы
- Ванеев, Альберт Егорович (1933—2001) — коми поэт и литературовед. Родился в селе Буткан.
- Иевлев, Иван Васильевич (1928—2015) — советский горняк, генеральный директор комбината «Интауголь». Родился в деревне Верхний Выльыб.